# صبايا 3 (مسلسل)
صبايا 3 - كل يوم في أمل مسلسل سوري عرض في رمضان 2011. من إخراج ناجي طعمة.

## قصة المسلسل
يحكي مسلسل صبايا قصة خمس فتيات يعشن في منزل واحد وما يتخلل ذلك من أحداث ومغامرات متفرقة نتعرف فيها على العديد من الشخصيات التي تحتك بالفتيات ضمن إطار اجتماعي كوميدي خفيف ليشكل هذا العمل عبر ثلاثين حلقة نموذجاً لعدة شرائح اجتماعية وتفاعلها مع بعضها البعض وما يرافق ذلك من مواقف تأتي انعكاساً حقيقياً للحياة الواقعية.

## الأبطال
- جيني إسبر بدور ميديا
- كندة حنا بدور سميحة
- ندين تحسين بك بدور مايا
- ميريام عطا لله بدور رانيا
- ديمة قندلفت بدور هنادي
- محمد خير الجراح بدور قدري
- ميس حمدان بدور نانسي
- شادي مقرش بدور فادي
- نجلاء الخمري بدور سارة